# 모나코 해양박물관

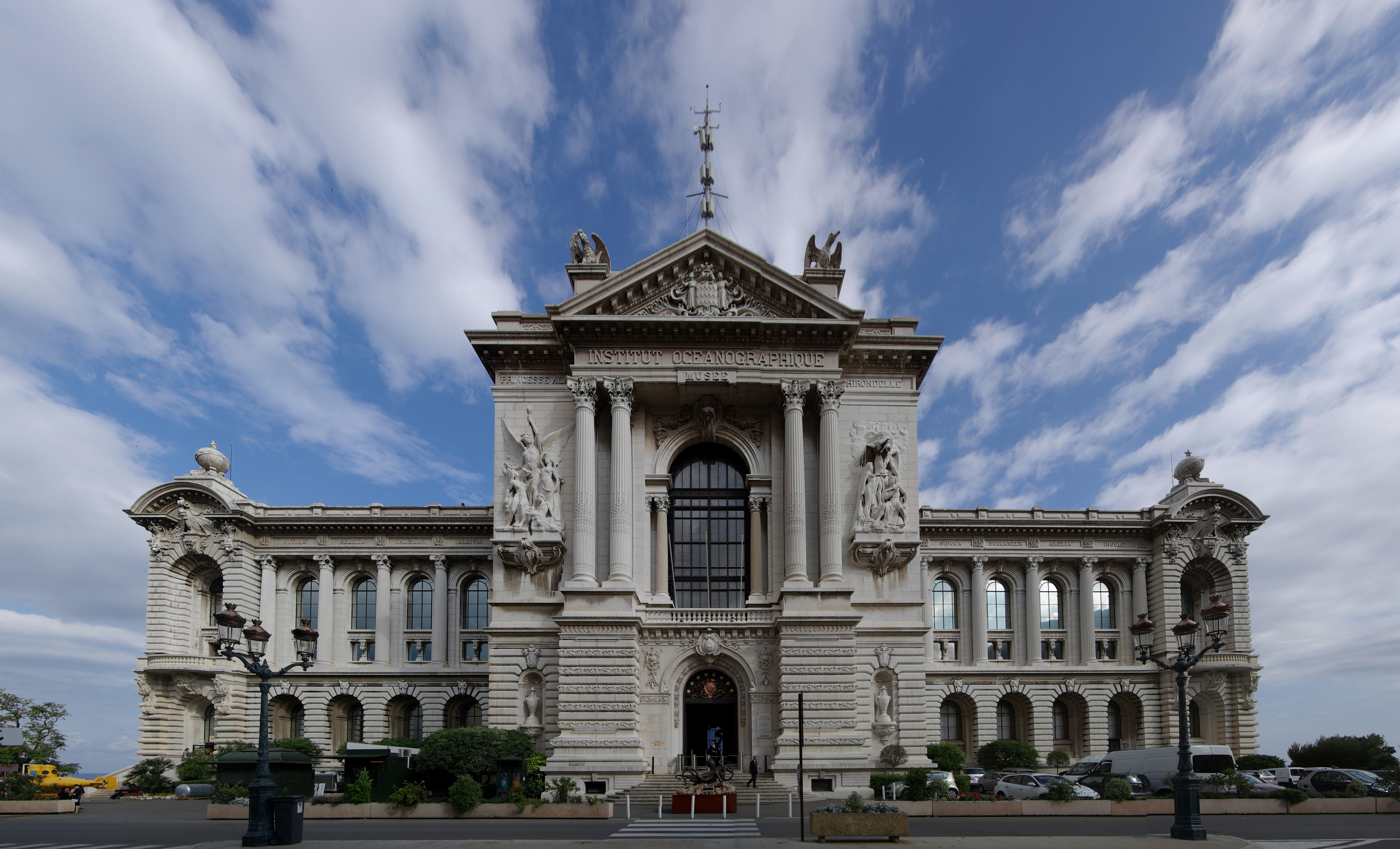
모나코 해양박물관

모나코 해양박물관(프랑스어: Musée océanographique de Monaco)은 모나코 모나코빌에 있는 해양박물관이다.